# Liste des cours d'eau du Pérou
Le Pérou compte 55 bassins hydrographiques, dont 53 sur le versant Pacifique des Andes. Les deux autres sont le bassin amazonien, sur le versant oriental et le bassin endoréique du Lac Titicaca. Le Pérou recèle 4 % de l’eau douce de la planète mais cette eau est très inégalement répartie. Afin de gérer cette ressource, l’INRENA (Institut national des ressources naturelles) a identifié 159 unités hydrographiques dont 62 sur le versant Pacifique, 84 sur le versant Atlantique et 13 sur le versant du Titicaca.

## Versant du Pacifique
Sur le versant occidental des Andes, 53 fleuves se jettent dans l’Océan Pacifique. Ils occupent au Pérou une superficie de 279 689 km², soit 21,7 % du territoire. Cette superficie s’étend sur 3 079,5 km du nord au sud pour seulement 110 km en moyenne d’est en ouest.
| Cours d'eau                   | Longueur (km) | Bassin (km²) | Région de (es)                                                           |
| Río Zarumilla                 | -             | -            | Tumbes (département)                                                     |
| Río Tumbes                    | 210           | 5.400        | Tumbes (département) (partagé avec l’Équateur)                           |
| Río Chira                     | 300           | 19.905       | Piura (département) (partagé avec l’Équateur)                            |
| Piura (fleuve)                | 280           | 12.216       | Piura (département)                                                      |
| Río Cascajal                  | -             | -            | Cajamarca (département) – Lambayeque (département) – Piura (département) |
| Río Olmos                     | -             | -            | Lambayeque (département)                                                 |
| Río Motupe                    | -             | -            | Lambayeque (département)                                                 |
| Río La Leche                  | -             | -            | Lambayeque (département)                                                 |
| Río Chancay (fleuve)          | 170           | 2.402        | Lambayeque (département)                                                 |
| Río Zaña                      | -             | -            | Lambayeque (département)                                                 |
| Río Chamán                    | -             | 1.569        | La Libertad (département)                                                |
| Jequetepeque (fleuve)         | -             | 4.372        | La Libertad (département) - Cajamarca (département)                      |
| Río Chicama (fleuve)          | -             | -            | La Libertad (département)                                                |
| Río Moche (fleuve)            | 102           | 2.708        | La Libertad (département)                                                |
| Río Viru                      | 89            | 2.805        | La Libertad (département)                                                |
| Río Chao                      | -             | 1.558        | La Libertad (département)                                                |
| Río Santa                     | 347           | 14.954       | La Libertad (département) – Áncash (département)                         |
| Río Lacramarca                | -             | -            | Áncash (département)                                                     |
| Río Nepeña                    | -             | -            | Áncash (département)                                                     |
| Río Casma                     | -             | -            | Áncash (département)                                                     |
| Río Culebras                  | -             | -            | Áncash (département)                                                     |
| Río Huarmey                   | -             | -            | Áncash (département)                                                     |
| Río Fortaleza                 | -             | -            | Lima (département)                                                       |
| Río Pativilca                 | -             | -            | Lima (département)                                                       |
| Río Supe                      | -             | -            | Lima (département)                                                       |
| Río Huaura                    | -             | -            | Lima (département)                                                       |
| Río Chancay (Huaral)          | 120           | 3 200        | Lima (département)                                                       |
| Río Chillón                   | -             | -            | Lima (département)                                                       |
| Río Rímac                     | 160           | 3 700        | Lima (département)                                                       |
| Río Lurin                     | -             | -            | Lima (département)                                                       |
| Río Chilca                    | -             | -            | Lima (département)                                                       |
| Río Mala                      | 150           | -            | Lima (département)                                                       |
| Río Omas                      | -             | -            | Lima (département)                                                       |
| Río Cañete                    | 220           | 6 192        | Lima (département)                                                       |
| Río Topara                    | -             | -            | Lima (département)- Ica (département)                                    |
| Río San Juan                  | -             | -            | Ica (département)                                                        |
| Río Pisco                     | 170           | 4 500        | Ica (département)                                                        |
| Río Ica                       | 220           | 7 711        | Ica (département)                                                        |
| Río Grande                    | -             | -            | Ica (département)                                                        |
| Río Acari                     | -             | -            | Arequipa (département)                                                   |
| Río Yauca                     | -             | -            | Arequipa (département)                                                   |
| Río Indio Muerto ou Río Chala | -             | -            | Arequipa (département)                                                   |
| Río Chaparra                  | -             | -            | Arequipa (département)                                                   |
| Río Atico                     | -             | -            | Arequipa (département)                                                   |
| Río Caraveli                  | -             | -            | Arequipa (département)                                                   |
| Río Ocoña                     | -             | -            | Arequipa (département)                                                   |
| Río Camaná                    | 388           | -            | Arequipa (département)                                                   |
| Río Quilca ou Río Chili       | 87            | -            | Arequipa (département)                                                   |
| Río Tambo                     | 159           | -            | Puno (département) - Arequipa (département) – Moquegua (département)     |
| Río Osmore – Moquegua         | -             | 3 840        | Moquegua (département)                                                   |
| Río Locumba                   | -             | -            | Tacna (département)                                                      |
| Río Sama                      | -             | -            | Tacna (département)                                                      |
| Río Caplina                   | 100           | -            | Tacna (département)                                                      |

## Bassin amazonien
Les rivières du versant atlantique apportent la totalité de leurs eaux au bassin amazonien qui occupe au Pérou une superficie de 956 751 km² soit 74,1 % du territoire de ce pays.
| Cours d'eau       | Longueur (km) | Bassin (km²) | Région |
| Río Ucayali       | 1 771         | -            | -      |
| Río Marañón       | 1 414         | -            | -      |
| Río Putumayo      | 1 380         | -            | -      |
| Río Yavarí        | 1 184         | -            | -      |
| Río Huallaga      | 1 138         | -            | -      |
| Río Urubamba      | 862           | -            | -      |
| Río Mantaro       | 724           | -            | -      |
| Amazone           | 713           | -            | -      |
| Río Apurímac      | 690           | -            | -      |
| Río Napo          | 667           | -            | -      |
| Río Madre de Dios | 655           | -            | -      |
| Río Tacuatimanu   | 621           | -            | -      |
| Río Tigre (Pérou) | 598           | -            | -      |
| Purus             | 483           | -            | -      |
| Río Corriente     | 448           | -            | -      |
| Río Tapiche       | 448           | -            | -      |
| Río Inambari      | 437           | -            | -      |
| Río Curaray       | 414           | -            | -      |
| Río Morona        | 402           | -            | -      |
| Río Tambopata     | 402           | -            | -      |
| Río Paucartambo   | -             | -            | -      |
| Río Mishagua      | -             | -            | -      |
| Río Velille       | -             | -            | -      |
| Río Santo Tomás   | -             | -            | -      |
| Río Oropeza       | -             | -            | -      |
| Río Pachachaca    | -             | -            | -      |
| Río Yucay         | -             | -            | -      |
| Río Chanchamayo   | -             | -            | -      |
| Río Satipo        | -             | -            | -      |
| Río Tamaya        | -             | -            | -      |
| Río Chessea       | -             | -            | -      |
| Río Palcazú       | -             | -            | -      |
| Río Pozuzo        | -             | -            | -      |
| Río Pichis        | -             | -            | -      |
| Río Pachitea      | -             | -            | -      |
| Río Aguaytía      | -             | -            | -      |
| Río Pisqui        | -             | -            | -      |
| Río Cushabatay    | -             | -            | -      |
| Río Biabo         | -             | -            | -      |
| Río Huayabamba    | -             | -            | -      |
| Río Sisa          | -             | -            | -      |
| Río Mayo (Pérou)  | -             | -            | -      |
| Río Nieva         | -             | -            | -      |
| Río Imaza         | -             | -            | -      |
| Río Utcubamba     | -             | -            | -      |
| Río Cenepa        | -             | -            | -      |
| Río Chinchipe     | -             | -            | -      |
| Río Chotano       | -             | -            | -      |
| Río Llaucano      | -             | -            | -      |
| Río Crisnejas     | -             | -            | -      |
| Río Cajamarca     | -             | -            | -      |
| Río Condebamba    | -             | -            | -      |

## Système TDPS (Lac Titicaca)
Le troisième versant débouche sur le lac Titicaca, à 3 810 mètres d’altitude. Il est situé au sud-est du Pérou et à l’extrême-nord du haut-plateau (meseta) de Collao. Il fait partie du système endoréique TPDS. Ce bassin mesure 48 775 km² de superficie dans sa partie péruvienne, soit 3,8 % du territoire du pays.
| Cours d'eau     | Longueur (km) | Bassin (km²) | Région                                       |
| Río Suches      | -             | -            | Puno (département) (partagé avec la Bolivie) |
| Río Huancané    | -             | -            | -                                            |
| Río Ramis       | -             | -            | Puno (département)                           |
| Río Coata       | -             | -            | Puno (département)                           |
| Río Ilave       | -             | -            | Puno (département)                           |
| Río Desaguadero | -             | -            | Puno (département) (partagé avec la Bolivie) |